# Municipio de Blueberry
El municipio de Blueberry (en inglés: Blueberry Township) es un municipio ubicado en el condado de Wadena en el estado estadounidense de Minnesota. En el año 2010 tenía una población de 721 habitantes y una densidad poblacional de 8,7 personas por km².

## Geografía
El municipio de Blueberry se encuentra ubicado en las coordenadas 46°47′0″N 95°6′21″O / 46.78333, -95.10583. Según la Oficina del Censo de los Estados Unidos, el municipio tiene una superficie total de 82.92 km², de la cual 78,23 km² corresponden a tierra firme y (5,65 %) 4,69 km² es agua.

## Demografía
Según el censo de 2010, había 721 personas residiendo en el municipio de Blueberry. La densidad de población era de 8,7 hab./km². De los 721 habitantes, el municipio de Blueberry estaba compuesto por el 98,61 % blancos, el 0,14 % eran afroamericanos, el 0,55 % eran amerindios, el 0,28 % eran asiáticos, el 0,28 % eran de otras razas y el 0,14 % eran de una mezcla de razas. Del total de la población el 0,42 % eran hispanos o latinos de cualquier raza.